# Zwarten
Zwarten is een aanduiding voor mensen met een donkere huidskleur.

## Definiëring
In engere zin gaat het om mensen behorend tot het negroïde ras, een verouderde aanduiding voor mensen van Sub-Sahara-Afrikaanse oorsprong. Ook donkerkleurige volkeren in Azië en Oceanië zoals Australische Aborigines, Melanesiërs, Papoea's en Negrito's die niets met Afrika te maken hebben worden zo aangeduid.
In brede zin van het woord gaat het om iedereen die meer pigmentatie heeft dan de gemiddelde West-Europeaan, deze term (tsjorni) is bijvoorbeeld in Rusland gebruikelijk, waar men vooral doelt op islamitische volkeren uit Zuid-Rusland en de zuidelijke voormalige Sovjetrepublieken. In China spreekt men eveneens van "黑人" (hei ren, zwarte mensen), hoewel deze term altijd neutraal is. De pejoratieve racistische variant hierop is "黑鬼" (hei gui, zwarte duivels). 
De term wordt gebruikt om mensen te groeperen op basis van uiterlijke kenmerken en is daarmee racistisch, net zoals roden, gelen en witten.

## Geschiedenis van het woord
Vanaf het einde van jaren 1970 gold "zwarte" toenemend als de juiste, neutrale aanduiding en kreeg het woord "neger" meer en meer een negatieve klank, zowel in het Nederlandstalige als in bijvoorbeeld het Duitstalige gebied. Min of meer gelijktijdig werd de betekenis ruimer en de term zwart de algemeen gebruikte term voor mensen met een sterker gepigmenteerde huid met veel melanine.

## Andere betekenis
In België werd de term ook gebruikt voor collaborateurs in de Tweede Wereldoorlog, gebaseerd op de uniformen van de SS die zwart van kleur waren. Ook de Italiaanse fascisten droegen zwarte hemden.